# Heleobia dalmatica
Heleobia dalmatica is een slakkensoort uit de familie van de Cochliopidae. De wetenschappelijke naam van de soort is voor het eerst geldig gepubliceerd in 1974 door Radoman.